# Gomalia elma
Gomalia elma är en fjärilsart som beskrevs av Henry Trimen 1862. Gomalia elma ingår i släktet Gomalia och familjen tjockhuvuden. Inga underarter finns listade i Catalogue of Life.

## Bildgalleri

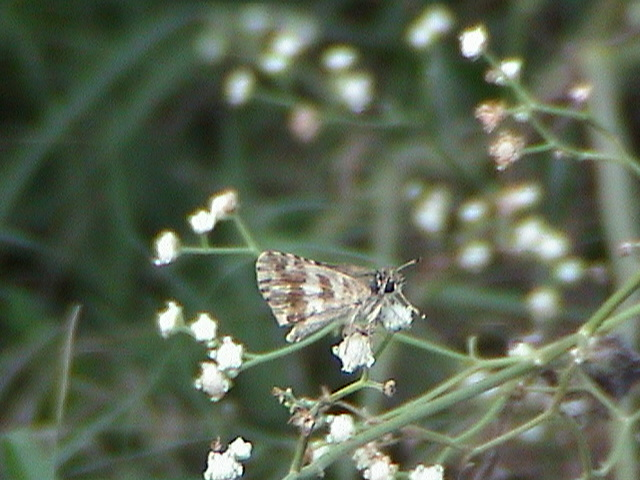
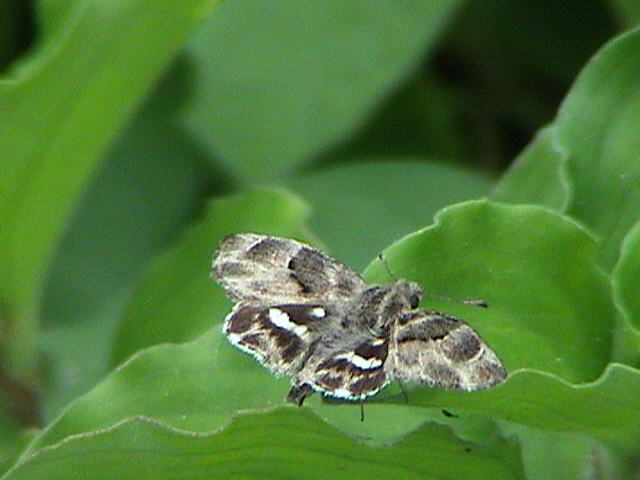
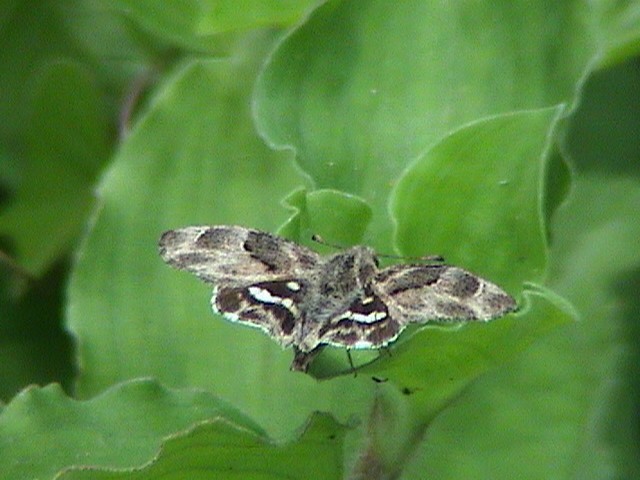
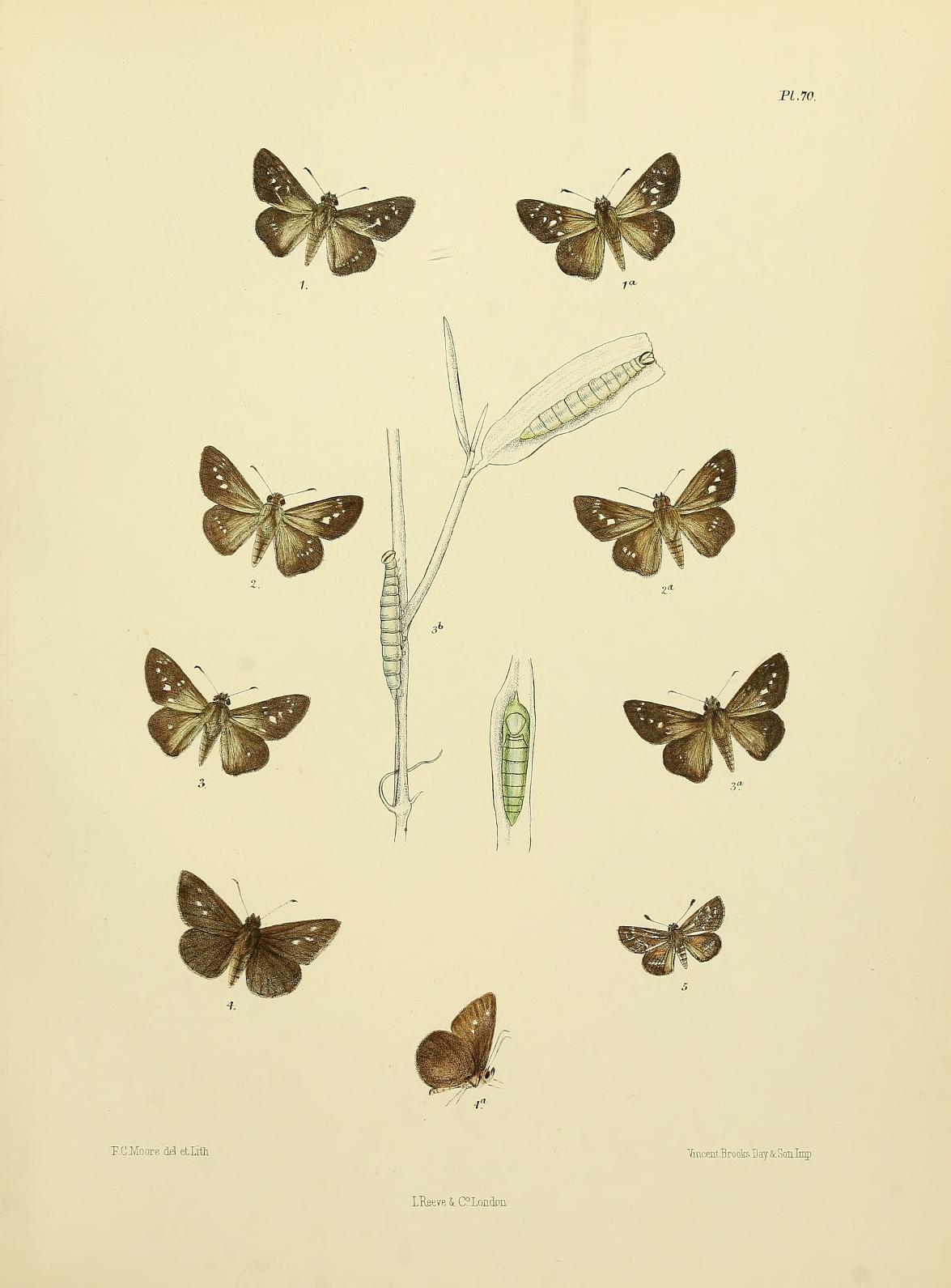
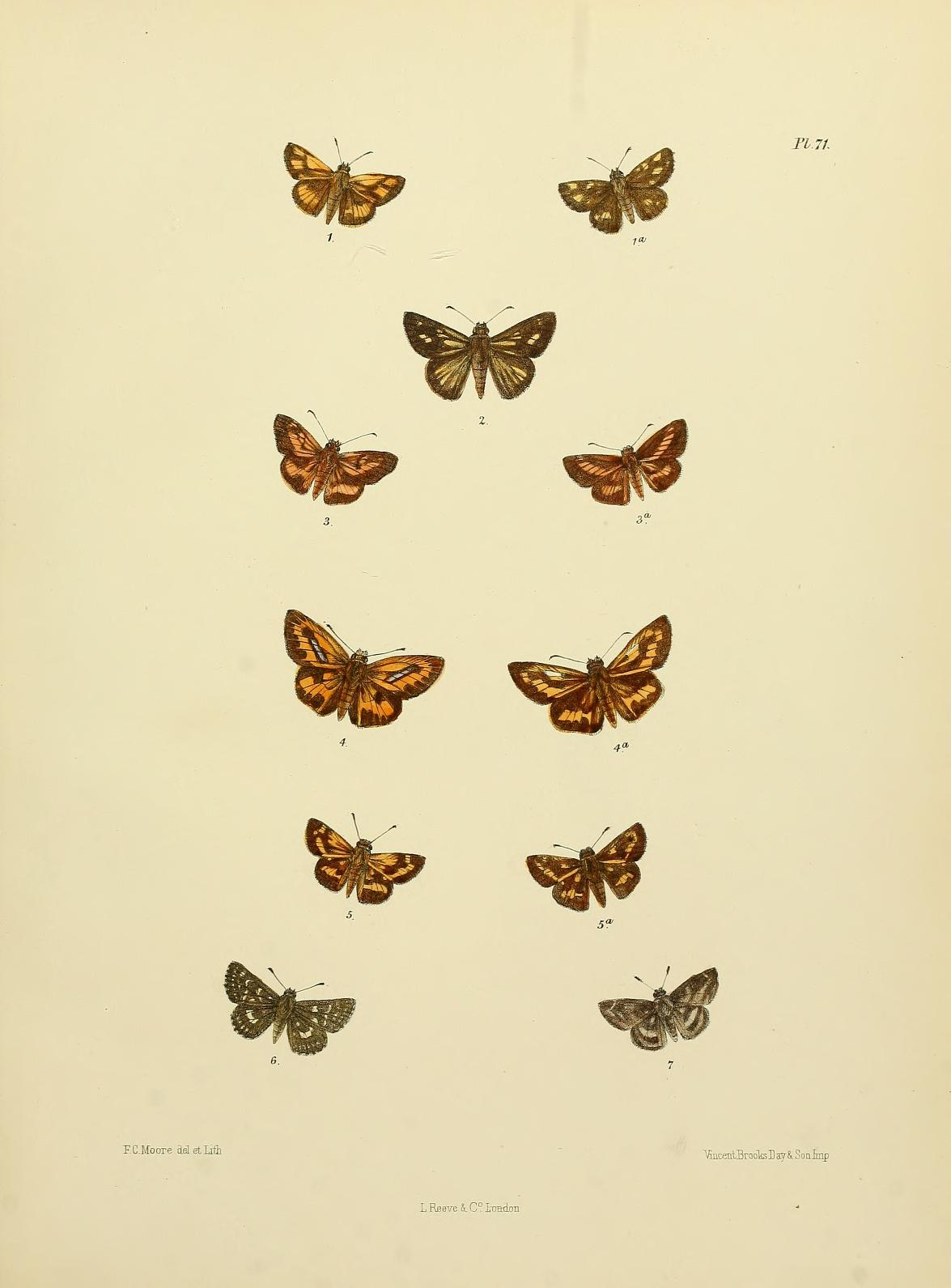